# Odontohenricia endeavouri
Odontohenricia endeavouri är en sjöstjärneart som beskrevs av Ross Robert Mackerras Rowe och Albertson 1988. Odontohenricia endeavouri ingår i släktet Odontohenricia och familjen krullsjöstjärnor.
Artens utbredningsområde är havet kring Nya Zeeland. Inga underarter finns listade i Catalogue of Life.